# اس‌ام یوسی-۷۶
اس‌ام یوسی-۷۶ (به انگلیسی: SM UC-76) یک زیردریایی بود که طول آن ۱۶۵ فوت ۶ اینچ (۵۰٫۴۴ متر) بود. این زیردریایی در سال ۱۹۱۶ ساخته شد.